# Merdingen
Merdingen è un comune tedesco di 2 614 abitanti, situato nel land del Baden-Württemberg.

## Galleria d'immagini

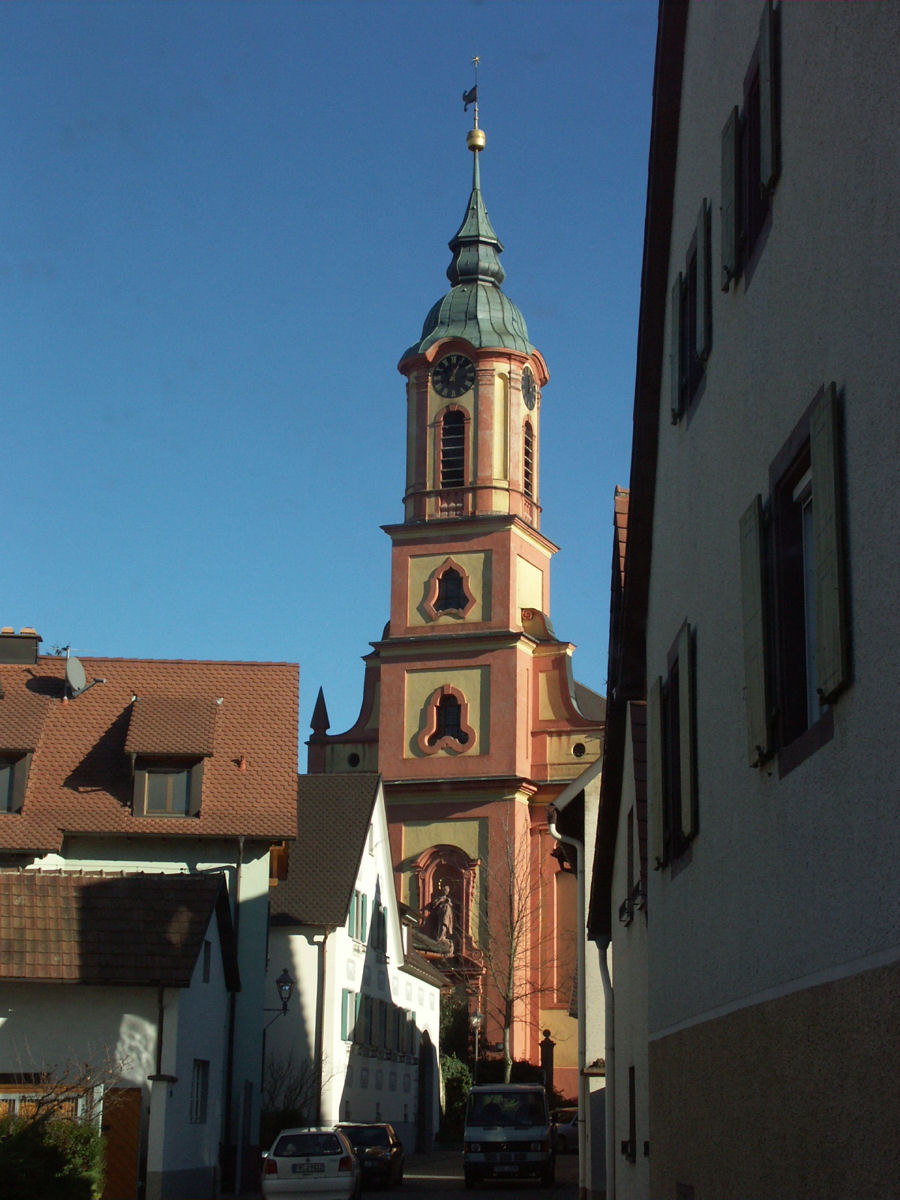
Chiesa di San Remigio
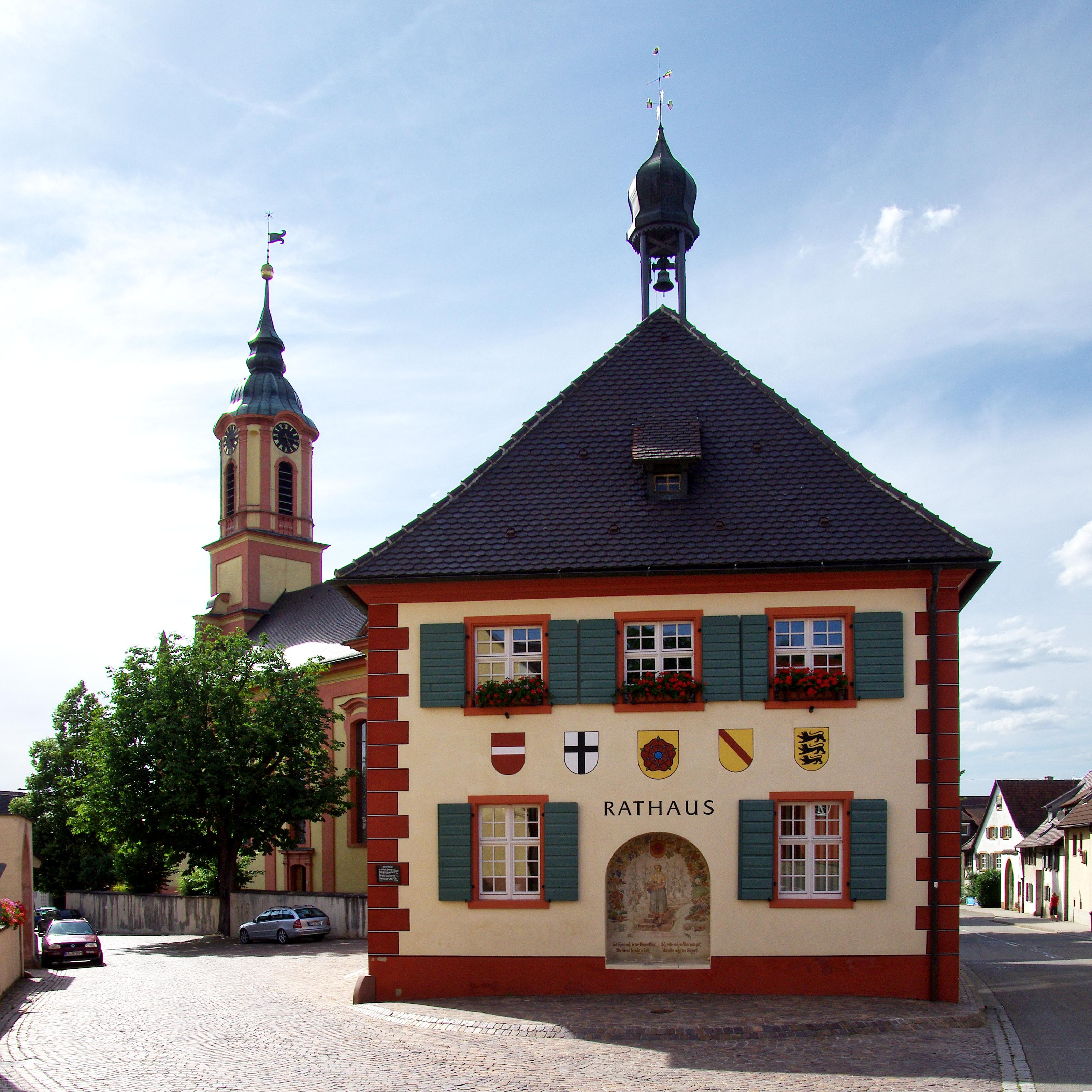
Rathaus